# Star Wars : Chevaliers de l'ancienne République
 (juillet 2014).
Si vous disposez d'ouvrages ou d'articles de référence ou si vous connaissez des sites web de qualité traitant du thème abordé ici, merci de compléter l'article en donnant les références utiles à sa vérifiabilité et en les liant à la section « Notes et références ».

Chevaliers de l’ancienne République (Knights of the Old Republic, parfois abrégé en KOTOR) est une série de comics éditée par Dark Horse de 2006 à 2010 et traduite en France par Delcourt. Elle fait partie de l’univers étendu de Star Wars et se déroule à la même époque que le jeu vidéo du même nom qui l’a précédée de trois ans. 
Cette série est terminée et compte 50 numéros mensuels plus un numéro 0, regroupés dans 10 albums en français (9 tomes Chevaliers de l’ancienne République et 1 tome de la mini-série Vector).

## Auteurs
La série est écrite par John Jackson Miller et mise en couleurs par Michael Atiyeh (sauf l’épisode 12, par Jay David Ramos). Plusieurs dessinateurs l’ont illustrée :
| Arc narratif         | Dessin                        | Épisodes |
| -------------------- | ----------------------------- | -------- |
| Crossroads           | Brian Ching et Travel Foreman | 0        |
| Commencement         | Brian Ching et Travel Foreman | 1-6      |
| Flashpoint           | Dustin Weaver et Brian Ching  | 7-10     |
| Reunion              | Brian Ching et Harvey Tolibao | 11-12    |
| Days of Fear         | Dustin Weaver et Brian Ching  | 13-15    |
| Nights of Anger      | Brian Ching et Harvey Tolibao | 16-18    |
| Daze of Hate         | Bong Dazo                     | 19-21    |
| Knights of Suffering | Dustin Weaver                 | 22-24    |
| Vector               | Scott Hepburn                 | 25-28    |
| Exalted              | Bong Dazo                     | 29-30    |
| Turnabout            | Alan Robinson                 | 31       |
| Vindication          | Brian Ching, Bong Dazo        | 32-35    |
| Prophet Motive       | Bong Dazo                     | 36-37    |
| Faithful Execution   | Dean Zachary                  | 38       |
| Dueling Ambitions    | Brian Ching                   | 39-41    |
| Masks                | Ron Chan                      | 42       |
| The Reaping          | Bong Dazo                     | 43-44    |
| Destroyer            | Brian Ching                   | 45-46    |
| Demon                | Brian Ching                   | 47-50    |

## Synopsis
3964 ans avant l’épisode IV, le Padawan inexpérimenté Zayne Carrick suit la formation de l’Académie Jedi sur Taris. Il se voit accorder une dernière chance de capturer le contrebandier Marn « Gryph » Hierogryph, ce qui lui permettrait d’être élevé au rang de Chevalier Jedi lors de la remise des diplômes le jour même. Après avoir surmonté de nombreux obstacles, Zayne parvient à capturer Gryph mais arrive en retard à la cérémonie. À peine de retour à l’Académie, il découvre horrifié tous ses condisciples massacrés par les Maîtres Jedi, encore penchés sur les cadavres. Fuyant instinctivement les lieux avec Gryph, il se retrouve vite accusé avec ce dernier d’avoir exterminé les Padawans. Zayne n’a alors pas d’autre choix que d’apprendre les aléas de l’existence d’un hors-la-loi, instruit par Gryph, espérant survivre suffisamment longtemps pour se blanchir et découvrir les raisons du massacre. À son corps défendant, il va prendre part aux Guerres mandaloriennes.

## Les personnages

### Hors-la-loi de l’ancienne République
- Zayne Carrick : jeune Padawan au grand cœur, qui a une relation compliquée avec la Force. Il est également maladroit, malchanceux et attire le danger, mais il essaie toujours de faire le bon choix et d’aider les autres autant que possible. Il n’a jamais tué qui que ce soit. Il finit par entamer une liaison amoureuse avec Jarael.

- Marn « Gryph » Hierogryph : contrebandier snivvien qui aboie plus qu’il ne mord. Gryph a toujours rêvé de devenir un criminel reconnu, mais ses méfaits passent généralement inaperçus comparés aux autres crapules de la galaxie. Il est connu pour sa cupidité et ferait n’importe quoi pour quelques crédits facilement gagnés, passant outre aux risques encourus par lui ou ses compagnons. Malgré cela, il est loin d’être un tueur de sang-froid et a montré de la compassion à plus d’une occasion au cours de ses pérégrinations avec Zayne. Il semble de plus disposer d’un réseau de relations quasi-infini dès qu’il s’agit de traiter avec la pègre.

- Slyssk : Trandoshan qui a contracté une dette de vie envers Gryph, après que celui-ci lui a sauvé la vie (ce n’était qu’en fait une mise en scène car il lui devait de l’argent).

- Jarael : Arkanienne qui s’est trouvée entraînée malgré elle dans le sillage de Zayne Carrick. Au cours de l’histoire on apprend qu’elle est née grâce à l’ADN d’Arca Jeth et qu’elle aurait un lien avec la Force. Elle manie un double bâton paralysant et aime jouer avec le sabre laser de Zayne (ce qui lui vaut d’être prise pour un Jedi par les mandaloriens, et enlevée). elle finira par entamer une liaison amoureuse avec Zayne.

- Rohlan Dyre : guerrier mandalorien renégat. Sans être un lâche ni un fuyard, il s’est posé beaucoup de questions sur la stratégie mandalore et sur l’attitude de son peuple. Il est surnommé « le poseur de questions » et a profité de sa rencontre avec Zayne pour se faire passer pour mort, et cesser d’être pourchassé par les siens. C’est un très puissant soldat qui a juré de protéger Jarael (il sait manifestement des choses sur elle, sans que l’on sache quoi). En réalité, le véritable Rohlan Dyre fut assommé par Demagol qui prit sa place par la suite. Il fut livré sous l’armure de Demagol à la République avant d’être secouru par Zayne et Gryph.

- Gorman « Campeur » Vandrayk (Camper) : homme très intelligent, à l’aise avec les robots et les ordinateurs, ayant travaillé pour une société secrète dirigée par le seigneur Adaska dont le but était de manipuler des créatures de l’espace capables de dévorer des planètes entières. Il cessa ses travaux et prit la fuite, mais il contracta une maladie qui lui fit perdre la tête petit à petit. Il fut finalement retrouvé par Adaska et guéri, dans le but qu’il poursuive ses recherches. Zayne parvint à saboter le processus et Campeur prit une nouvelle fois la fuite en attirant les créatures derrière lui, pour les emmener très loin. Il a fait ses adieux à Jarael et semble définitivement porté disparu.

- LB (Elbee) : robot réparé par Campeur, traumatisé par le fait que son ancien maitre, Lucien Dray, lui ait demandé de se suicider. LB n’obéit que si on lui fait croire que c’est Lucien qui lui donne l’ordre. Il peut également réagir pour se défendre ou se venger.

### Chevaliers du pacte
- Krynda Draay : la mère de Lucien Draay. Elle possède la particularité de voir à la fois avec ses yeux et par l’intermédiaire de la Force, tout comme les Miralukas.

- Haazen : lors de la guerre contre Exar Kun, il était Padawan avec une relation compliquée avec la Force, à l'instar de Zayne, ce qui lui valut d’être recalé comme Jedi. Rempli de colère, il se laissa influencer par un Sith et assassina le père de Lucien Dray ainsi que d’autre soldats. À cette occasion, il fut gravement blessé et recueilli par son maître Sith qui le soigna. Il porte diverses prothèses cybernétiques dénuées d’apparence humaine. Il travaille comme serviteur chez les Draay et dissimule sa véritable nature. Il s’est emparé du Gant de Kressh le jeune pour accroitre sa puissance. Lorsque Zayne fut amené au Convenant, il examina le faux talisman de Muur que le Sith portait et ne décela aucune obscurité chez ce dernier. Par la suite, Haazen révéla son appartenance au côté obscur, en massacrant quelques Jedi, et essaya de pervertir Lucien, Zayne, Gryph ainsi que Q’Anilia. Ce faisant, il voulait accomplir la Prophétie des 5 qui causeraient la perte de l’Ordre Jedi, mais il fut mis en échec par Zayne. Il périt lors de l’explosion du quartier général du Convenant.

- Lucien Draay : Jedi Gardien pragmatique et brutal. C’est l’ancien maître de Zayne Carrick. Le tome 5 nous laisse penser que Lucien pourrait par la suite devenir Dark Sion.

- Q’Anilia : c’est une Miraluka, tout comme Visas Marr. Sa race est aveugle mais peut voir au travers de la Force. C’est une Jedi Consulaire. Elle fait preuve de compassion malgré son meurtre des Padawan.

- Xamar : Jedi Consulaire de la race des Khil. Il a tué son Padawan, comme les autres membres du Conseil, mais il a depuis réalisé que ses actions l’entraînent à sa perte. Il décide donc de se racheter.

- Raana Tey : Jedi Consulaire de la race des Togruta. Au cours des tomes on la découvre comme une personne cruelle, impulsive, manipulatrice et colérique, traits de caractère qui la rapprochent plutôt d’un Sith que d’un Jedi. Elle se bat comme une furie et laisse clairement exprimer sa plus profonde rage lorsqu’elle manie le sabre.

- Feln : membre du Conseil Jedi, ayant également tué son Padawan. C’est un Jedi Consulaire. Il est « l’exalté » sur sa planète, c’est-à-dire un personnage important et respecté.

### Ordre Jedi
- Alek « Squint » Squinquargesimus : il s’agit de Malak, c’est le disciple de Revan. À partir du tome 5 de l’édition française, il devient Capitaine Malak. Impressionnant de par sa stature colossale et sa musculature, on découvrira dans la suite de la franchise sa puissance et son ralliement au mal. Dans les comics, il est encore du bon côté de la Force et ne semble pas avoir atteint son plein potentiel puisqu’il se fait battre par Mandalore lors d’un duel au corps à corps. Il est ami avec Zayne, et amoureux de Jarael. À la suite de sa capture par Demagol, il devient définitivement chauve.

- Le Revanchiste : surnom de Revan lui-même ; son visage n’est jamais représenté mais on sait que c’est un homme. C’est le leader de la faction Jedi qui combat les mandaloriens.

- Vandar Tokare : il est de la même race que Yoda et fait comme lui partie du Conseil des Jedi (ce qui est probablement un clin d’œil). Tant dans les comics que dans les jeux vidéo, la personnalité de Vandar n’est pas vraiment dévoilée.

- Vrook Lamar : membre du Conseil des Jedi, c’est un homme condescendant et froid. Il n’agit jamais dans la précipitation pour ne pas entraîner de fâcheuses conséquences pour les autres.

- Atris : femme siégeant au Conseil Jedi, que l’on aperçoit dans l’histoire (elle est surtout présente dans le deuxième volet du jeu vidéo). Elle porte toujours une grande tunique blanche et ses cheveux sont étrangement blancs, bien qu’elle ne paraisse pas âgée. C’est une femme fière, campant sur ses positions et refusant de remettre en cause l’enseignement Jedi.

### Militaires de l’ancienne République
- Contre-Amiral Saul Karath : homme pragmatique et charismatique, qui dirige une part importante de la flotte de la République et dont le vaisseau-amiral est le Courageux, puis l'Intrépide. Il reste persuadé que Zayne est un meurtrier et un traître et il le pourchasse sans arrêt pour cela. Il ne veut pas l’écouter et se borne à appliquer les ordres à la lettre.

- Lieutenant Carth Onasi : soldat de l’armée régulière, fidèle à la République et luttant pour la paix. Un jour Zayne a une vision qui l’avertit d’une attaque imminente des mandaloriens sur les villes civiles de Serroco (alors que les forces de la République se trouvent en orbite). Il avertit Saul Karath, mais ce dernier le fait arrêter et ne l’écoute pas. Cependant Carth Onasi désobéit aux ordres et lance une alerte sur 17 villes de la planète, ce qui permet aux civils de se mettre à l’abri lorsque l’attaque a effectivement lieu.

- Commandant Dallan Morvis : Second de l'Amiral Karath sur le Courageux, puis capitaine du Veltraa.

### Mandaloriens
- Demagol : Biologiste mandalorien spécialisé dans l’étude des Jedi. Il dispose d’un laboratoire situé sur une planète très proche de son étoile et très hostile. Les Jedi capturés par les Mandaloriens lui sont amenés, et il les torture pour analyser leur résistance et leurs caractéristiques. À la suite de la capture de Jarael, Zayne, Gryph et Rohlan mettent en place un plan pour libérer tous les Jedi qui s’y trouvent. Demagol est finalement capturé et remis aux mains de la République. Son visage est masqué par l’armure qu’il porte en permanence, jusqu’au dernier tome où il est dévoilé. Demagol s’appelle en réalité Wyrick, il serait de race zeltronne et serait le mentor de Jarael. Lorsqu’il prit la place de Rohlan Dyre, il protégea sans cesse cette dernière et incita Zayne à la former.

- Mandalore l’Ultime : le chef suprême des Mandaloriens, guerrier portant en permanence une armure très imposante, qui mène les forces mandaloriennes de victoire en victoire. Son art de la guerre surprend la République, qui ne parvient pas à l’arrêter et enchaîne les défaites. Il excelle tant dans le maniement des armes à feu, que dans le combat au corps à corps. Il parvient à vaincre aisément le Jedi Alek. L’histoire nous dira que seul Revan parviendra à mettre en place des stratégies capables de surprendre Mandalore.

- Cassus Fett : chef militaire mandalorien menant la force d’assaut sur Taris. On sait peu de choses sur lui, si ce n’est son patronyme commun avec Jango Fett, dont il pourrait être l’ancêtre.

### Habitants de Taris
- Gadon Thek : leader d’un groupe de voyous dans les bas-fonds de Taris. C’est un homme respecté et juste.

- Brejik : l’un des soldats de Gadon. C’est un homme impulsif, égoïste et violent, voulant abattre Zayne pour toucher la prime mise sur sa tête, alors que la guerre fait rage sur Taris et qu’il est censé prendre part à une grande bataille.

### Corporations et mercenaires
- Arkoh, seigneur Adaska

- Jervo Thalien

- Dob et Del Moomo : deux Ithoriens un peu dérangés, passant leur temps à se battre.

- Chantique : leader du Creuset, elle est la fille de Wyrick. Elle ressent de la haine envers Jarael. Elle est par ailleurs une adepte de la Force car elle manipule facilement le sabre laser à double lame d’Exar Kun ainsi que la télékinésie ; elle est également douée du don de prémonition.

### Divers
- Shel Jelavan : sœur de l’un des Padawans tué par leurs maitres (le meilleur ami de Zayne). Elle est manipulée par Raana Tey qui la pousse à se venger en tuant Zayne. Du fait de son flirt avec lui et des circonstances, elle finit par découvrir la vérité et lui sauve finalement la vie.

- Arvan Carrick : Père de Zayne Carrick et banquier, il sera transféré à sa grande surprise sur une planète commerciale prestigieuse, dans le cadre d'un piège tendu par Raana Tey pour capturer Zayne. Il sera enlevé par les Frères Moomo, en violation de leur contrat qui stipulait que ceux-ci devaient se limiter à de la surveillance. Il sera libéré par son fil et envoyé sur l'Académie Jedi de Dantooine sous la protection du maître Jedi Vandar Tokare. Il n'a jamais cru en la culpabilité de son fils. Il découvrira les dessous financiers du Pacte Jedi, et aidera Zayne à obtenir les fonds pour le Projet Lune Rogue.

- Mission Vao : petite fille Twi’lek très maligne. Elle aide Zayne en décelant la cachette d’otages que Brejik avait capturés (sans l’autorisation de Gadon Thek).

- Karness Muur : il fit partie des Sith fondateurs de l'Ordre de Korriban, 7000 ans av.B.Y. Comme beaucoup de Sith, Karness Muur chercha à défier la mort. Il créa un talisman dans lequel il déposa son esprit. Plusieurs décennies après son exil il fut tué par un rival qui s'empara du talisman. Karness Muur à l'intérieur du talisman, rechercha de puissants adeptes de la Force afin qu'il puisse à travers eux, avoir accès aux pouvoirs de la force. Finalement le talisman fut enseveli dans les bas fonds de Taris où son influence fut à l'origine des rakghouls. Plus tard, le talisman de Muur attira l'attention de Dark Vador. Karness Muur tenta également de s'emparer de Luke Skywalker et de Leia Organa. Lorsque le talisman tenta de s'emparer de Cade Skywalker,celui-ci parvint à détruire l'objet Sith.

## Albums
1. Il y a bien longtemps… (2007) (Kotor #0-6)
2. Ultime recours (2007) (Kotor #7-12)
3. Au cœur de la peur (2008) (Kotor #13-18)
4. L’Invasion de Taris (2008) (Kotor #19-24)
5. Sans pitié ! (2009) (Kotor #29-35)
6. Ambitions contrariées (2010)
7. La Destructrice (2010)
8. Démon (2010)
9. Le dernier combat (2013)

Vector T1 (2009) (Kotor #25-28)

## Publication

### Périodiques
- Knights of the Old Republic #0 dans Star Wars, la saga en BD no 5
- Knights of the Old Republic Handbook dans Star Wars, la saga en BD no 12

### Éditeurs
- Dark Horse Comics : VO
- Delcourt (collection « Contrebande ») : tomes 1 à 8 (première édition des tomes 1 à 8)